# Komitat Háromszék
Das Komitat Háromszék [ˈhaːromseːk] (ungarisch Háromszék vármegye, rumänisch Comitatul Trei-Scaune) war eine Verwaltungseinheit im äußersten Südosten des Königreichs Ungarn. Verwaltungssitz war Sepsiszentgyörgy.
Das Gebiet liegt heute größtenteils im Kreis Covasna in Zentral-Rumänien.

## Geographie

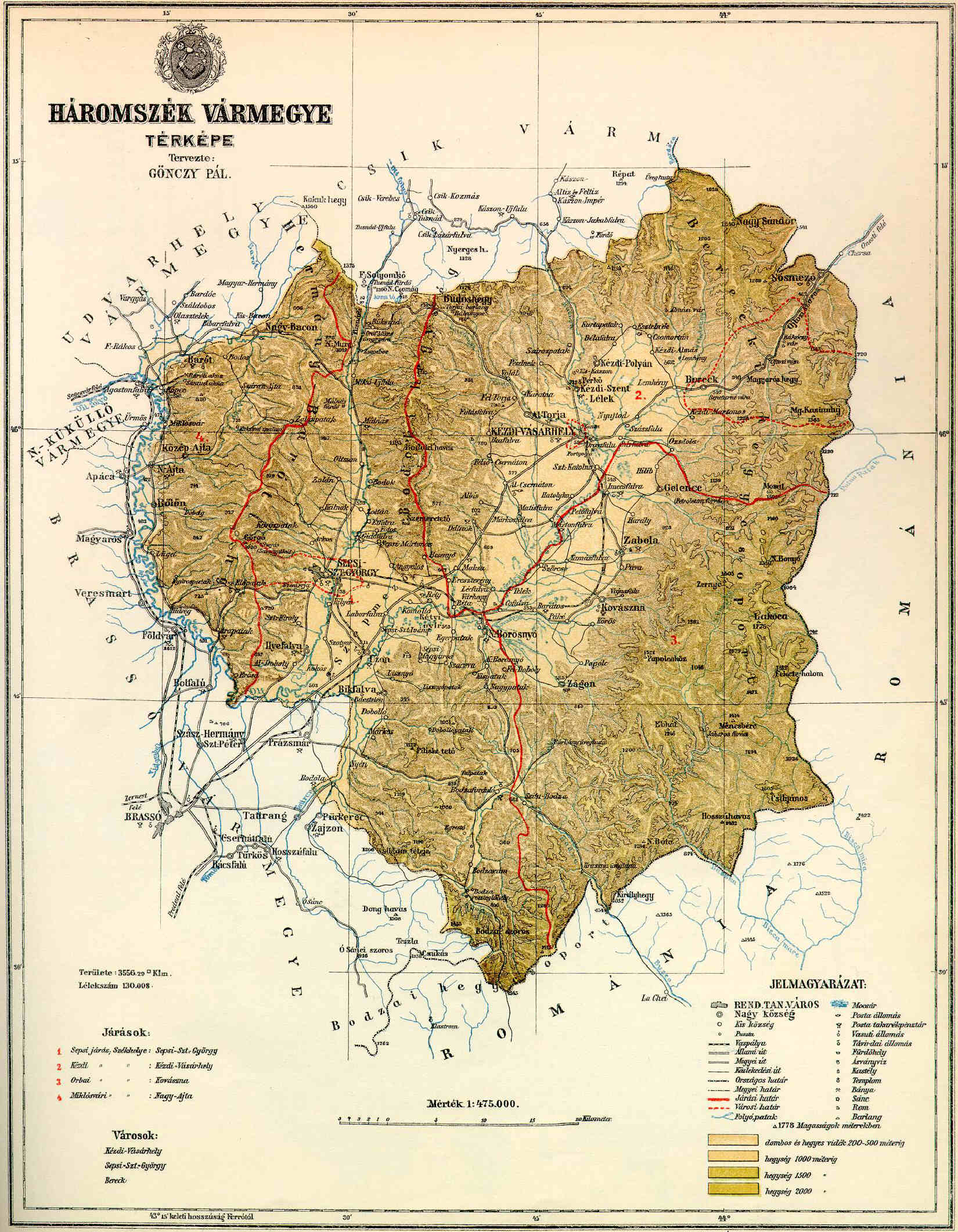
Karte des Komitats Háromszék um 1890

Das Komitat Háromszék grenzte an Rumänien und die Komitate Csík, Udvarhely, Groß-Kokelburg (Nagy-Küküllő) und Kronstadt (Brassó). Durch das Komitat floss der Olt. Der südliche und östliche Abschnitt werden durch die Karpaten begrenzt.

### Beschreibung
„Südlich vom Csiker Komitat, in der südlichen Ecke des siebenbürgischen Beckens, liegt das Háromszék Komitat, mit einem Flächenraum von 3556,29 Qudratkilometer. Seinen südwestlichen Theil durchzieht von Nord zu Süd der südlichste Zeig der Hargita, das sogenannte Hermanyer oder Baróter Gebirge. Diesem Gebirge parallel, jedoch weniger tief, dringt das Komitat das dem linken Altufer folgend, höhrere und rauhere Bodoker Gebirge ein, mit der Bodoker Alpe (1195 Meter) als höchstem Gipfel. Östlich von diesem greifen die letzten Ausläufer der Esiker Grenzgebirgsgruppen in den nördlichen Theil des Komitats herüber. Am höchsten in dieser Gruppe ragen die nachbarlichen Gipfel des Nagy-Sándor (1628 Meter) und des Nemere (1628 Meter) auf. Dieses Gebirge ist durch den Ojtozpaß von dem die Ostgrenze begleitenden Bereczker Gebirge geschieden, das als ununterbrochene massige Bergkette von Nord zu Süd verläuft. In dieser Grenzkette ist die Lakócza (1775 Meter) der höchste Gipfel, Esiyános (1605 Meter) aber bildet die südlichste Ecke, bei der das ganze östliche Grenzgebirge im scharfen Winkel nach West umbiegt und den Baßkabach übersetzend, sich bis zum Bodzaer Paß hinzieht. Die Bodzaner Alpen entsenden nur ihre äußersten nordöstlichen Zweige nach Háromszék, indem sie die ausgedehte Zentralebene des Komitats vom Süden her schließen.“

## Geschichte
Wörtlich übersetzt bedeutet Háromszék „drei Stühle“. Das Komitat Háromszék entstand durch die Komitatsreform 1876, als auch die Verwaltungsstruktur Siebenbürgens geändert wurde, aus den drei Szeklerstühlen Kézdiszék, Orbaiszék und Sepsiszék (oft schon zusammen als Háromszék bezeichnet), Teilen des Komitates Felső-Fehér (Exklave Szárazpatak) und weiteren angrenzenden Gebieten gebildet. 
Ende 1918 wurde das Komitat von rumänischen Truppen besetzt und kam 1920 durch den Vertrag von Trianon zu Rumänien. Durch den Zweiten Wiener Schiedsspruch kam 1940 für wenige Jahre ein Teil des Komitats zurück zu Ungarn, bei Rumänien verblieben dennoch 791 km² des Gebiets.

## Bezirksunterteilung

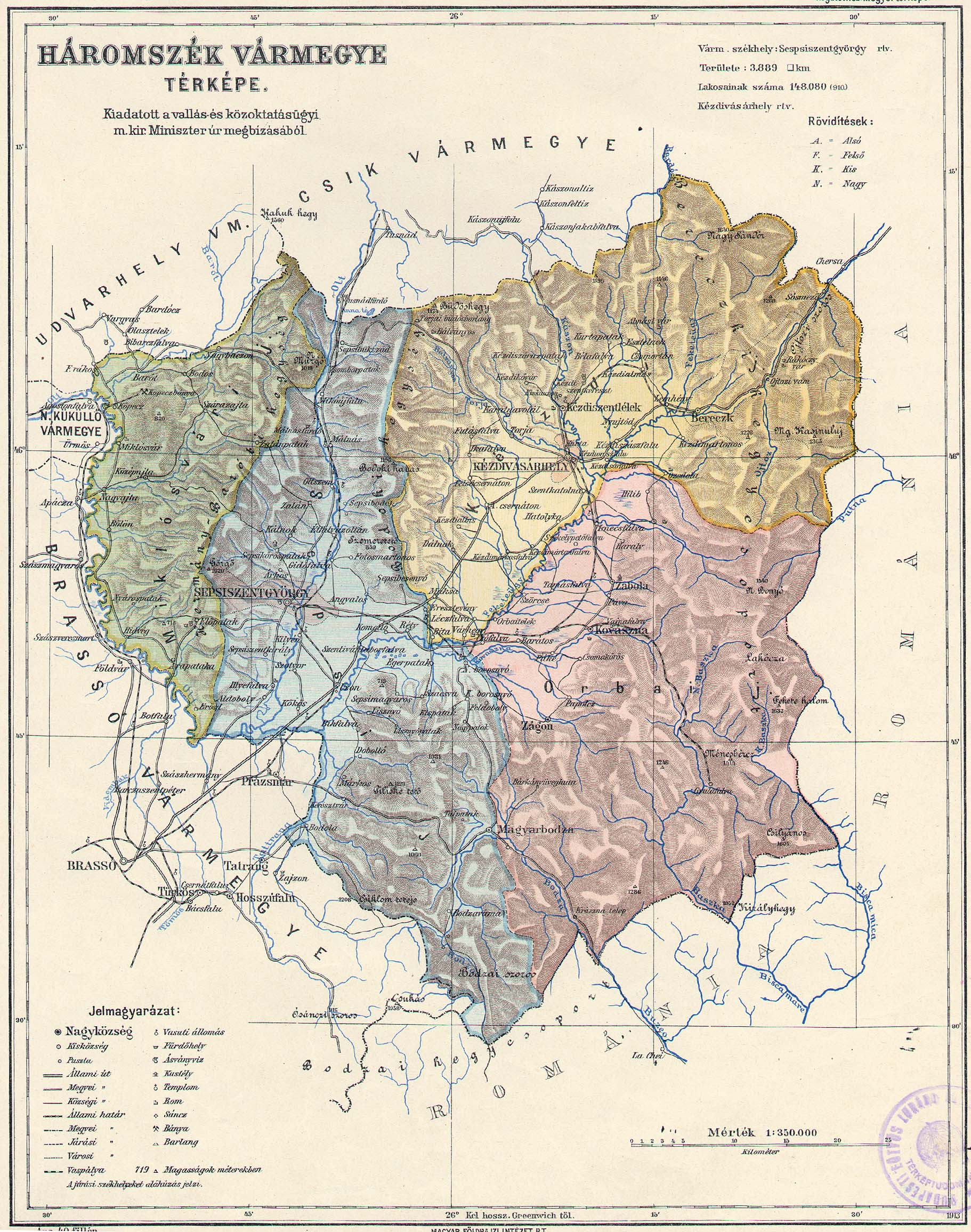
Administrative Gliederung

Das Komitat bestand im frühen 20. Jahrhundert aus folgenden Stuhlbezirken (nach dem Namen des Verwaltungssitzes benannt):
| Stuhlbezirke (járások)                   | Stuhlbezirke (járások)                  |
| Stuhlbezirk                              | Verwaltungssitz                         |
| ---------------------------------------- | --------------------------------------- |
| Kézdi                                    | Kézdivásárhely, heute Târgu Secuiesc    |
| Miklósvár, heute Micloșoara              | Nagyajta, heute Aita Mare               |
| Orbai                                    | Kovászna, heute Covasna                 |
| Sepsi                                    | Sepsiszentgyörgy, heute Sfântu Gheorghe |
| Stadtbezirke (rendezett tanácsú városok) |                                         |
| Kézdivásárhely, heute Târgu Secuiesc     |                                         |
| Sepsiszentgyörgy, heute Sfântu Gheorghe  |                                         |

Alle genannten Orte liegen im heutigen Rumänien.